# Gordon Thomas
Gordon W. Thomas, detto Tiny (Shipley, 18 agosto 1921 – Peterborough, 10 aprile 2013), è stato un ciclista su strada britannico.

## Palmarès
- Giochi olimpici

Londra 1948: argento nella corsa a squadre.